# Kalmare ledung
Kalmarská expedice neboli švédsky Kalmare ledung (výraz pro „námořní výpravu do Kalmaru“) je označení pro severní křížovou výpravu norského krále Sigurda I. (dříve účastníka norské kruciáty) na jih Švédska v roce 1123. Účelem válečného tažení byla násilná christianizace ještě stále pohanského Smålandu ve Švédském království.

## Pozadí
V roce 1080 byla většina Švédska až na výjimky oficiálně křesťanská, místy však mezi lidmi stále přežívala stará pohanská víra a kulty. Výraznou výjimku tvořila provincie Småland náležející k Švédsku (to se zatím nacházelo ve stavu před svou konsolidací), která zůstávala většinově pohanská a byla ovlivněna křesťanskou vírou jen minimálně. Většina obyvatelstva stále otevřeně věřila ve staré severské bohy a praktikovala obětní rituály. Přestože někteří z nich byli svolní se nechat přesvědčit ke křtu a konverzi k nové víře, často se zanedlouho navraceli zpět ke svému původnímu náboženství.

## Výprava norského krále

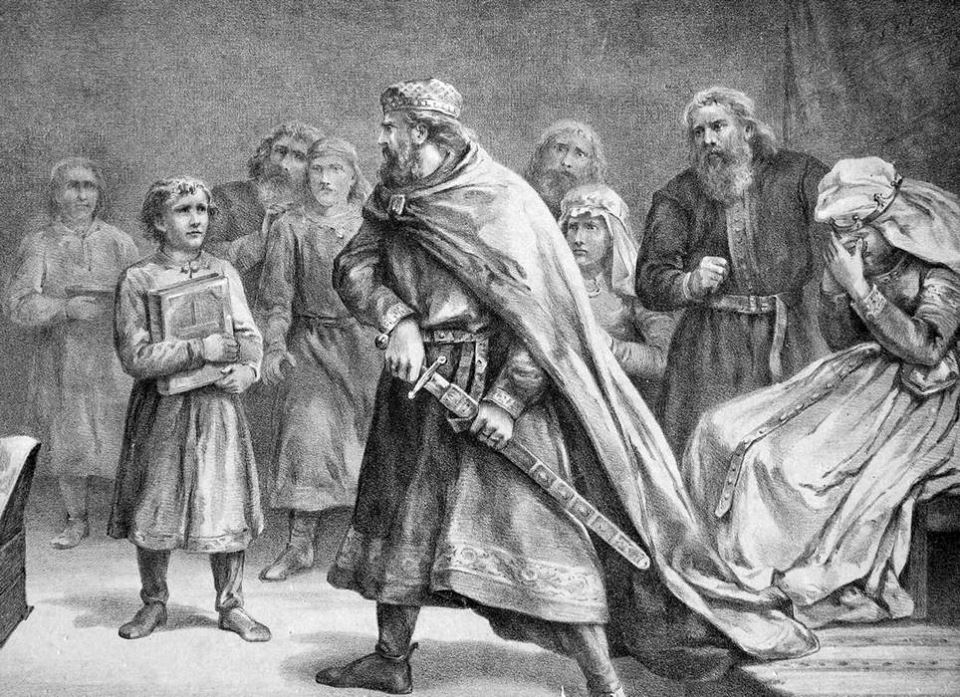
Norský král Sigurd I.

Sigurdovo tažení lze poměrně přesně datovat díky Snorrimu Sturlusonovi. Uskutečnit se mělo někdy v létě před tzv. „velkou temnotou“, tj. před zatměním slunce 11. srpna 1124. Z toho vyplývá, že výprava se musela uskutečnit v období mezi červnem a srpnem roku 1123.
Král Sigurd I. Jorsalfar (účastník výpravy do Svaté země v roce 1107 a první panovník, který se kdy kruciáty osobně účastnil) nejprve uzavřel smlouvu s dánským králem Nielsem o společném tažení proti Smålandu a vnucení křesťanské víry pohanům silou. Z tohoto období chybí zmínky o (křesťanském) králi Švédska, přestože se společné tažení obou severských panovníků mělo odehrát proti nominálně švédské provincii a navíc měl dánský král za ženu švédskou princeznou Markétu Fredkullu. Dánský král však dohodu nedodržel a výpravy se nezúčastnil. Sigurd se vydal na výpravu sám a dobové švédské zdroje potvrzují, že mělo dojít k bojům norských křižáků s pohany v oblasti jihovýchodního cípu Smålandu a na ostrově Öland. Křižácké vojsko údajně přimělo obyvatele ke křesťanské víře a do Norska si sebou odnesli na 1 500 kusů dobytka a mnoho cenností.